# ويلهلم انطون نيومان
ويلهلم انطون نيومان (بالألمانية: Wilhelm Anton Neumann)‏ (و. 1837 – 1919 م) هو أستاذ جامعي، وكاهن كاثوليكي، وعالم آثار نمساوي، ولد في فيينا، توفي عن عمر يناهز 82 عاماً.

## جوائز
حصل على جوائز منها:

وسام الفارس في رتبة القبر المقدس ‏